# غابرييل د. كليمنتس
غابرييل د. كليمنتس (بالإنجليزية: Gabrielle D. Clements)‏ هي نقاشة ‏ ورسامة أمريكية، ولدت في 11 سبتمبر 1858 في فيلادلفيا في الولايات المتحدة، وتوفيت في 26 مارس 1948 في Cape Ann ‏ في الولايات المتحدة.

## معرض صور

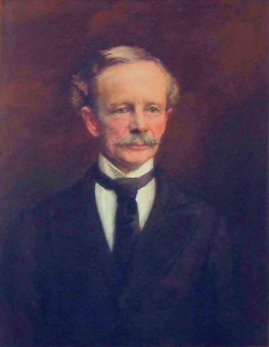
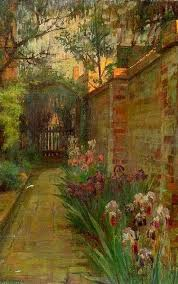
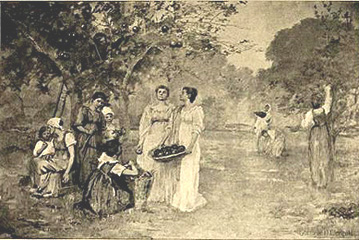
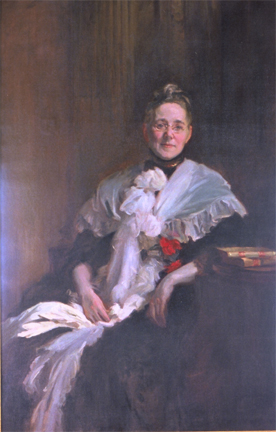